# Roby Lakatos
Roby Lakatos, född 16 augusti 1965, är en romsk violinist från Ungern. Utmärkande för hans stil är blandningen av klassisk musik, jazz och traditionell romsk musik.

## Diskografi

### Album
- 1991: "In Gypsy Style"
- 1998: "Alouette König der Zigeunergeiger"
- 1998: "Lakatos Gold"
- 1999: "Post Phrasing Lakatos Best"
- 1999: "Live From Budapest"
- 2001: "With musical friends"
- 2002: "Kinoshita Meets Lakatos"
- 2002: "Deborahs theme: As Time Goes By"
- 2004: "The Legend of the Toad"
- 2005: "Firedance"
- 2006: "Klezmer Karma"
- 2006: "Rodrigo y Gabriela" (one track: Ixtapa)
- 2008: "Roby Lakatos with Musical Friends"
- 2008: "Boleritza" (two tracks: Mamo Temera, 17_14)
- 2013: "La Passion"